# Včelka Mája: Medové hry
Včelka Mája: Medové hry je animovaný komediální dobrodružný film z roku 2018 režírovaný Alexsem Stadermannem, volně navazujícím na předešlý film Včelka Mája ve filmu z roku 2014.
Film měl premiéru 1. dubna 2018 a jeho celosvětové tržby činily $ 10,8 milionů. V roce 2021 vzniklo ještě pokračování.

## Příběh filmu
V říši hmyzu právě dokončily včely svou letní sklizeň a v úlu včelky Máji (Ivana Korolová) právě zjišťují, že mají vážný nedostatek potravy. Mezitím dorazí do úlu vyslanec císařovny (Igor Bareš) ze Bzmtropole s tím, že císařovna přikázala úlu dodat polovinu své sklizně na výživu atletů v rámci tzv. Medových her a dále, že se nikdo z louky, kde úl stojí, nesmí těchto her zúčastnit. Úl neví, co si má počít, protože už tak jeho sklizeň byla příliš malá a ještě má půlku z ní vložit do něčeho, z čeho nemá žádný prospěch. Mája se rozhodne, že doletí za císařovnou (Simona Vrbická), přičemž ji však královna (Milena Steinmasslová) zastaví a její nápad ji zakáže.
Mája zákaz neuposlechne a s Vilíkem (Oldřich Hajlich) se vydává za císařovnou přemluvit ji, aby od příkazu opustila. Co však nečekají je, že císařovna rozhodne o jejich umístění na hrách spolu s vybranými zástupci jejich louky. Na hrách se Májin tým seznamuje s týmem zastupujícím Bzmtropoli. Ze stran kapitánky tohoto týmu, Violet (Klára Jandová), se v následujících dnech Mája setká se vážnou šikanou. Zatímco se s ní snaží vypořádat, Violet začne balit Vilíka, kterého si nejen připoutá k sobě, ale i zmanipuluje proti Máje.
V závěrečný den her oba týmy vyhrávají díky vzájemné pomoci a královna Máje odpouští to, že porušila její zákaz.

## Obsazení
| Ivana Korolová       | včelka Mája        |
| Oldřich Hajlich      | trubec Vilík       |
| Klára Jandová        | včelka Violet      |
| Igor Bareš           | vyslanec císařovny |
| Milena Steinmasslová | včelí královna     |
| Simona Vrbická       | včelí císařovna    |
| Josef Carda          | luční koník Hop    |